# Imsouane
Imsouane (franska: Imsouane (CR), Imsouane (Commune Rurale), arabiska: ايموزار) är en kommun i Marocko.   Den ligger i prefekturen Agadir-Ida-Ou-Tanane och regionen Souss-Massa, i den centrala delen av landet, 500 km sydväst om huvudstaden Rabat. Antalet invånare är 9 307.